# Corrado Castellari
Corrado Castellari (Bologna, 23 settembre 1945 – Mornico Losana, 23 novembre 2013) è stato un cantautore, compositore e chitarrista italiano.

## Biografia
Conosce poi la futura moglie, Norina Piras, con cui forma un duo, Eliana & Ciro. Insieme incidono alcuni 45 giri alla fine degli anni '60 per la Ri-Fi.
Nel 1970 compare come autore della musica de "Il testamento di Tito" nell'album La buona novella di Fabrizio De André. Michele, uno dei cantanti italiani più famosi degli anni sessanta, e per qualche tempo uno dei migliori amici di De André, così ricordava la genesi di quella che De André definiva una delle sue canzoni preferite: "Fabrizio scrisse il Testamento di Tito canticchiandolo sulla famosa Blowin' in the wind di Bob Dylan; il problema era quindi comporre una musica che rispecchiasse quello spirito ma con una matrice un po' più italiana. Ci siamo quindi messi al lavoro io e Corrado Castellari, allora il mio autore preferito, ed è venuta fuori la musica del Testamento di Tito. La parte più bella l'ha composta Castellari".

Un anno dopo, nel 1971, Castellari riesce a far incidere a Michele una sua composizione, Susan dei marinai, che viene presentata a Un disco per l'estate ottenendo un discreto successo.
Sempre nel 1971, conosce Dino Sarti, che Castellari accompagna alla chitarra nelle serate e per il quale compone tutti i suoi successi, fino al 2007. Da ricordare le canzoni Piazza Maggiore 14 agosto, Viale Ceccarini, Riccione e Spometi.
Lavorando per la Ri-Fi ha modo di proporre numerosi suoi brani a Iva Zanicchi, il più conosciuto dei quali resta Coraggio e paura, singolo che consegue un notevole successo di vendite. Per la Zanicchi ha scritto anche altre canzoni: Basterà, Dall'amore in poi, Le giornate dell'amore, Vendetta, Sempre tua, Pronto 113, Caro Pietro, A parte il fatto, Hotel motel, Ti voglio tanto bene ma non ti amo, Ardente, Autografo, Uomini e no, Regine di primavera. Affermatosi come autore, scrive successivamente per diversi protagonisti della musica leggera italiana quali Giuliano Cederle (Sento che cambierà), Mina (Domenica sera, Carne viva), Ornella Vanoni (Io, una donna, La tana degli artisti, Conosco, Wagon lit, Amore+amare=ti amo, Amico mio amore mio), Rosanna Fratello (Schiaffo, Se t'amo t'amo, La carovana, Un tangaccio), Milva (Le torte, Lettera a Coco, Non voglio essere, Presidente, Magra, A Levante), Stefania Rotolo (Cocktail d'amore), Raffaella Carrà (Ciak, Il lupo), Franco Califano (Mentre fuori piove, Causa mancato matrimonio, Auguri, Separazione scontata, E l'amore nasce), Tiziana Rivale (No Smoking), Christian (Bikini), Patrizia Bulgari (Due storie diverse), Marcella Bella (Femmina Bella, Da quando mi hai lasciata), collaborando spesso con il paroliere Cristiano Malgioglio.
Parallelamente al lavoro come compositore per altri artisti, Castellari pubblica nel 1973 anche un album "in proprio" (Cioè... voglio dire...), in cui quasi tutte le canzoni sono scritte con la collaborazione del fratello maggiore Camillo, laureato in lettere.
Nel 1973 partecipa per la prima volta allo Zecchino d'Oro con la canzone Il guercio, il lungo, il nano, che si classifica al quinto posto nella 15ª edizione. Da allora ha composto 14 canzoni per questa trasmissione (l'ultima La mia ombra, nel 2009 per la 52ª edizione), comprese tre canzoni vincitrici dello Zecchino d'argento e due vincitrici dello Zecchino d'Oro. Di seguito è riportato l'elenco completo.
Nel 1974 partecipa a Un disco per l'estate con la canzone Al club di Gioacchino, ma non supera la fase eliminatoria.
Il 10 giugno 1975 diventa padre di Melody, figlia d'arte.
Negli anni ottanta si afferma anche come creatore di sigle televisive di cartoni animati, collaborando soprattutto col gruppo Le Mele Verdi. Dal 1988 si dedica anche alla produzione di musica da ballo scrivendo per molti esponenti di questo genere, quali Franco Bagutti, Enrico Musiani, Titti Bianchi, Omar, Franco Bastelli e Ruggero Scandiuzzi. Nel 1989 inoltre Corrado scrive col nome d'arte di Bibap la divertente canzone comica cantata da Gianfranco D'Angelo Nu Me Scuccià Famme Ballà per il programma comico Odiens, condotto dallo stesso D'Angelo insieme al suo grande amico di lunga data Ezio Greggio e a Lorella Cuccarini.
Nel 2011 ha scritto con Peppe Cubeta la canzone Faccio festa su testo di Vittorio Sessa Vitali, interpretata da Paolo Belli con i Qbeta, Cristina Paltrinieri e Renato Pareti e inserita nell'album Giovani e Belli; sempre nello stesso anno ha scritto la canzone Anna parte, interpretata da Adriano Celentano che l'ha incisa nell'album Facciamo finta che sia vero.
Dopo una breve malattia, è morto il 23 novembre 2013 all'età di 68 anni. A darne notizia è stato Franco Fasano nel corso dell'ultima giornata del 56º Zecchino d'Oro.

## Discografia

### Album
- 1973 - Cioè... voglio dire... (Ri-Fi, RDZ-ST S14225)
- 1975 - Gente così (Ricordi, SMRL 6181)
- 1981 - Il gruppo (Canzone breve) (Q Disc, Spaghetti Records, ZPGSR 33416)

### Singoli
- 1968 - Serietà a metà/Ci sarò (Ri-Fi, RFN-NP 16281; con Norina Piras come Eliana & Ciro)
- 1968 - Il mondo degli altri/Oltre le stelle (Ri-Fi, RFN-NP 16311; con Norina Piras come Eliana & Ciro)
- 1973 - Cuore di ferro (cuore di straccio)/Tranquillità (Ri-Fi, RFN-NP 16538)
- 1973 - Precisamente/Sarà il viaggio (Ri-Fi, RFN-NP 16547)
- 1974 - Al club di Gioacchino/Una città (Ri-Fi, RFN-NP 16574)
- 1976 - Gente così come noi/La signora Sofia (Ricordi, SRL 10799)
- 1977 - Presidente/Quinto set (Ricordi, SRL 10849)
- 1979 - Ancora non so/Noi quella volta (Spaghetti Records, ZBSR-7134)

## Partecipazioni allo Zecchino d'Oro

### Compositore
- Il guercio, il lungo, il nano (1973) (scritta da Stefano Scandolara)
- Il barone sbadiglione (1975) (scritta da Ermanno Parazzini)
- Rumbakatumba (1977) (scritta da Gino Creazzi)
- Ma che febbre dispettosa (1980) (scritta da Vittorio Sessa Vitali)
- La baby radio (1981) (scritta da Sauro Stelletti)
- Ma che magia! (1981) (scritta da Vittorio Sessa Vitali)
- Farfalla in città (1982) (scritta da Mara Maretti Soldi)
- Piccolo uomo nero (1983) (scritta da Mara Maretti Soldi)
- Canzone della gioia (1989) (scritta da Mara Maretti Soldi)
- Un giallo in una mano (1992) (scritta da Vittorio Sessa Vitali, composta con Norina Piras)
- Il colmo (1996) (scritta da Vittorio Sessa Vitali)
- Una forchetta di nome Giulietta (2007) (scritta da Vittorio Sessa Vitali, composta con Melody Castellari)
- Il mare sa parlare (2008) (scritta da Vittorio Sessa Vitali, composta con Melody Castellari)
- La mia ombra (2009) (scritta da Vittorio Sessa Vitali, composta con Melody Castellari)

## Sigle
- Cocktail d'amore (1979)
- La ballata di Tex Willer (1980)
- La banda dei ranocchi (1980)
- Ippo Tommaso (1980)
- La principessa Sapphire (1980)
- Belfy e Lillibit (1981)
- Flash... Gordon... Flash (1981)
- Gli gnomi delle montagne (1981)
- Angie (1982)
- La canzone di Rin Tin Tin (1982)
- Lo scoiattolo Banner (1982)
- Pat, la ragazza del baseball (1983)
- Sandybell (1983)